# Meredead
Meredead — четвёртый студийный альбом группы Leaves’ Eyes, вышедший 20 апреля 2011 года на лейбле Napalm Records. Тексты песен на альбоме посвящены европейской мифологии.
Альбом стартовал в немецких чартах German Media Control chart с 32 позиции. Запись была выпущена как в виде обычного CD, так и как малосерийная компакт-диск-медиа-книга (англ. mediabook CD), в которую включены бонус-трек и бонус-DVD Live at the Metal Female Voices Fest.

## Тематика и стиль
Альбом навеян скандинавской и кельтской мифологией. Слово «Meredead» является неологизмом, изобретённым вокалисткой коллектива Лив Кристин, и может переводиться как «умерщвлённый морем» или же как «умерщвляющее море». Отдельные песни исполнены на норвежском языке, в некоторых композициях содержатся фрагменты текстов на староанглийском.
При создании альбома использовались разнообразные народные музыкальные инструменты, например, шотландская волынка и шведская никельхарпа.
Композиция «To France» — это кавер одноимённой песни Майка Олдфилда с альбома Discovery.

## Отзывы и оценки
Музыкальные критики в целом высоко оценили альбом, особо отметив сильное влияние североевропейской народной музыки и превосходный вокал Лив Кристин, а также своеобразие каждой отдельной песни и совмещение элементов различных жанров, от готик-метала и симфо-метала до блэк-метала и даже поп-рока в некоторых композициях. По мнению рецензентки из журнала Sonic Seducer, Meredead можно считать наиболее сильным и разноплановым произведением Leaves' Eyes, в котором «сочетаются пафос и страсть».

## Список композиций
| №   | Название                  | Длительность |
| --- | ------------------------- | ------------ |
| 1.  | «Spirits' Masquerade»     | 6:31         |
| 2.  | «Étain»                   | 3:58         |
| 3.  | «Velvet Heart»            | 3:42         |
| 4.  | «Krakevisa»               | 4:34         |
| 5.  | «To France»               | 4:37         |
| 6.  | «Meredead»                | 5:19         |
| 7.  | «Sigrlinn»                | 8:47         |
| 8.  | «Mine Taror er ei Grimme» | 2:54         |
| 9.  | «Empty Horizon»           | 4:58         |
| 10. | «Veritas»                 | 0:48         |
| 11. | «Nystev»                  | 4:39         |
| 12. | «Tell-Tale Eyes»          | 3:58         |
| 13. | «Sorhleod (Bonus track)»  | 5:04         |

## Участники записи
- Лив Кристин Эспенес-Крулль — вокал
- Александр Крулль — клавишные, вокал (гроулинг), программирование
- Торстен Бауэр — электрогитара, ритм-гитара, акустическая гитара, бас-гитара
- Сандер ван дер Меер — электрогитара
- Роланд Навратил — ударные